# Vincent Sampaoli
Vincent Sampaoli (Hoei, 22 oktober 1968) is een Belgisch politicus voor de Parti Socialiste (PS).

## Levensloop
Sampaoli, geboren in een gemengd gezin met een Italiaanse vader en een Belgische moeder, behaalde het diploma van  regent in Lichamelijke Opvoeding en werd beroepshalve ambtenaar bij Infrasports, de Waalse overheidsdienst voor sportinfrastructuren.
Hij werd politiek actief voor de PS en werd in oktober 1994 verkozen tot gemeenteraadslid van Andenne. Onder burgemeester Claude Eerdekens werd hij schepen, van juli 1997 tot december 2000 bevoegd voor Sport en Leefmilieu. Daarna was Sampaoli van januari 2001 tot december 2006 schepen van Openbare Werken, Riolering, Sport en Erfgoed, waarbij hij vanaf 2004 eveneens bevoegd was voor Ruimtelijke Ordening en Stedenbouw. Sinds december 2006 is hij eerste schepen, met de bevoegdheden Openbare Werken en Sport, een functie waarin hij van 2014 tot 2017 echter was verhinderd. In die periode was hij voorzitter van de gemeenteraad. Daarnaast was hij tot juli 2007 waarnemend burgemeester van de stad, zolang titelvoerend burgemeester Claude Eerdekens minister van Sport in de Franse Gemeenschapsregering was. Van 2004 tot 2006 werkte Sampaoli deeltijds op het ministeriële kabinet van Eerdekens.
Bij de federale verkiezingen van juni 2010 was Sampaoli eerste opvolger in de provinciale kieskring Namen. In april 2013 werd hij ter opvolging van de ontslagnemende Valérie Déom effectief lid van de Kamer van volksvertegenwoordigers , waar hij bleef zetelen tot in mei 2014. Bij de Waalse verkiezingen in die maand stond hij als eerste opvolger op de lijst in het arrondissement Namen. Hij trad in juli 2014 toe tot het Waals Parlement en het Parlement van de Franse Gemeenschap in opvolging van Eliane Tillieux, die werd aangesteld tot Waals minister. Sampaoli zetelde tot in juli 2017, toen Tillieux als gevolg van een coalitiewissel haar ministerportefeuille verloor en haar parlementaire mandaten weer opnam. 
Als Waals Parlementslid was Sampaoli lid van de commissies Landbouw en Toerisme en Leefmilieu, Ruimtelijke Ordening en Transport en van 2014 tot 2017 vicevoorzitter van de commissie Economie en Innovatie. Hij legde zich met name toe op lokale en regionale dossiers, maar was ook bezig met dierenwelzijn en was zo een van de grondleggers van het verbod op onverdoofd slachten dat in mei 2017 werd goedgekeurd. Voorts diende hij samen met Jean-Luc Crucke en Marie-Martine Schyns een rapport in over de digitale revolutie en het belang van digitale ontwikkeling voor de Waalse economie. In het Parlement van de Franse Gemeenschap was Sampaoli van 2014 tot 2016 vicevoorzitter van de commissie Sport en van 2016 tot 2017 lid van de commissie Jeugdhulp, Justitiehuizen, Sport en Promotie van Brussel.
Sampaoli nam tevens verschillende bestuursmandaten op: van 2001 tot 2013 bestuurslid bij de Autonome Haven van Namen en van 2001 tot 2006 bestuurslid bij de Waalse Watermaatschappij SWDE, van 2004 tot 2013 bestuurslid en lid van het directiecomité van het Economisch Bureau van de provincie Namen en van 2007 tot 2013 bestuurslid en sinds 2016 voorzitter van de raad van bestuur bij AIEG, een intercommunale voor gas- en elektriciteitsdistributie. 
Hij woont samen met Elisabeth Malisoux, die eveneens schepen van Andenne is en met wie drie kinderen heeft.